# Polariton
Ve fyzice jsou polaritony kvazičástice vyplývající ze silného spojování elektromagnetických vln s elektrickým nebo magnetickým dipólem-nesoucím excitace. Jsou vyjádřením obecného kvantového jevu známého jako úroveň odporu, také známého jako princip vyhnutí se překročení. Polaritony popisují přechod rozptylu světla s jakoukoli interakční rezonancí. Polariton je bosonová kvazičástice a neměla by být zaměňována s polaronem (fermionová), což je elektron, plus připojený fononový oblak.
Vždy, když je obraz polaritonu platný, model fotonu šířícího se volně v krystalu je nedostatečný. Hlavním rysem polaritonu je silná závislost rychlosti šíření světla skrz krystal na frekvenci. Pro excitonové polaritony, byly získány bohaté experimentální výsledky různých aspektů v oxidu měďnatém.

## Historie
Oscilace v ionizovaných plynech byly pozorovány Tonksem a Langmuirem v roce 1929. Polaritony byly nejprve předpovězeny teoreticky Kirillem Borisovičem Tolpygem, ukrajinským fyzikem a byly původně nazvány světelnými excitony v ukrajinské a ruské odborné literatuře. Tento název navrhl Pekar, ale termín polariton navržený Hopfieldem byl přijat. Spojené stavy elektromagnetických vln a fononů v iontových krystalech a jejich rozptylový vztah, nyní známý jako fononové polaritony, byly získány Tolpygem v roce 1950 a nezávisle také Kunem Huangem v roce 1951. Kolektivní interakce byly zveřejněny Davidem Pinesem a Davidem Bohmem v roce 1952, a plasmony byly popsány Fröhlichem a Pelzerem v roce 1955. Ritchie předpověděl povrchové plasmony v roce 1957, následně Ritchie a Eldridge publikovali experimenty a předpovědi emitování fotonů z ozářené kovové fólie v roce 1962. Andreas Otto jako první publikoval povrchové plasmony-polaritony v roce 1968.

## Typy
Polariton je výsledkem smíchání fotonu s excitací materiálu. Jsou známy následující typy polaritonů:
- Fononové polaritony jsou výsledkem spojení infračerveného fotonu s optickým fononem;
- Excitonové polaritony jsou výsledkem spojení viditelného světla s excitonem
- Povrchové plazmonové polaritony jsou výsledkem spojení povrchových plazmonů se světlem (vlnová délka závisí na látce a její geometrii).
- Braggovy polaritony ("Braggoritony") jsou výsledkem spojení Braggových módů fotonů s množstvím excitonů.

## Další literatura
- Baker-Jarvis, J. (2012). "Interakce vysokofrekvenčního Pole S Dielektrickými Materiály na Makroskopické do Mesoskopických Váhy" (PDF). Časopis Výzkumu Národního Institutu pro Standardy a Technologie. Národní Institut pro Vědu a Technologie. 117: 1. doi:10.6028/jres.117.001.
- Fano, U. (1956). "Atomová Teorie Elektromagnetické Interakce v Husté Materiály". Physical Review. 103 (5): 1202-1218. Dostupné online:1956PhRv..103.1202 F. doi:10.1103/PhysRev.103.1202.
- Hopfield, J. J. (1958). "Teorie o Příspěvek Excitons na Komplexní Dielektrická Konstanta Krystaly". Physical Review. 112 (5): 1555-1567. Dostupné online:1958PhRv..112.1555 H. doi:10.1103/PhysRev.112.1555.